# Triclioscelis perfecta
Triclioscelis perfecta là một loài ruồi trong họ Asilidae. Triclioscelis perfecta được Curran miêu tả năm 1934. Loài này phân bố ở vùng Tân nhiệt đới.